# IEEE 802.11p
IEEE 802.11p är en godkänd ändring av standarden IEEE 802.11 för att lägga till trådlös åtkomst i fordonsmiljöer (WAVE), ett fordonskommunikationssystem. Den definierar förbättringar till 802.11 (basen för produkter som marknadsförs som Wi-Fi) som krävs för att stödja intelligenta transportsystem (ITS) -applikationer. Detta inkluderar datautbyte mellan höghastighetsbilar och mellan fordon och vägsidans infrastruktur, så kallad V2X-kommunikation, i det licensierade ITS-bandet på 5,9 GHz (5,85–5,925 GHz). IEEE 1609 är en högre skiktstandard baserad på IEEE 802.11p. Det är också grunden för en europeisk standard för fordonskommunikation som kallas ETSI ITS-G5.